# サッカートルコ代表
サッカートルコ代表（サッカートルコだいひょう、トルコ語: Türk Milli Futbol Takımı）は、トルコサッカー連盟（TFF）によって構成されるトルコのサッカーのナショナルチームである。

## 歴史

### 1920年代 - 1960年代
1923年にトルコサッカー連盟が設立され、同年国際サッカー連盟（FIFA）に加盟したが、地域連盟には未加盟のまま活動を続けた。1923年10月26日のルーマニア戦がトルコ代表初の国際試合となった。1950年ブラジルW杯予選でワールドカップ予選に初参加。1次予選のシリア戦で7-0で勝利し最終ラウンドに進出した。最終予選の対戦国はオーストリアとなったが、同国が対戦を辞退したため自動的にトルコの出場が決まったかに思われた。しかし、トルコも出場を辞退したため本大会出場はならなかった。
1954年スイス大会予選ではスペインとの対戦となり1勝1敗の後､中立地イタリアでのプレーオフも2-2で引き分けに終わり、抽選の結果本選初出場を決めた。1954年の本大会ではグループリーグを1勝1敗の成績で決勝トーナメント進出をかけた西ドイツとのプレーオフに進んだが2-7で敗れた。1958年スウェーデンW杯アジア・アフリカ予選に出場したが、1次ラウンドでイスラエルとの対戦を拒否し棄権した。依然として地域連盟未加盟だったが、1960 欧州ネイションズカップ（現：UEFA欧州選手権）予選ラウンドに出場し、1回戦でルーマニアと対戦することになった。1958年11月2日の第1戦はアウェイで0-3で敗れ、1959年4月26日の第2戦はホームで2-0で勝利したものの2試合合計2-3で敗退した。1962年、トルコサッカー連盟は欧州サッカー連盟（UEFA）に加盟した。

### 1990年代 - 2010年代
UEFA加盟以降は欧州選手権も含めて出場がなく欧州の中では弱小国と見なされ続けてきたが、1993年にファティ・テリムが代表監督就任すると実力を付け始め、UEFA欧州選手権1996予選ではスイスやスウェーデンを退けて初出場。1996年の本大会は3戦全敗でグループリーグ敗退となったが、UEFA欧州選手権2000予選も突破を果たし2大会連続出場を果たすと2000年の本大会はベスト8に進出した。

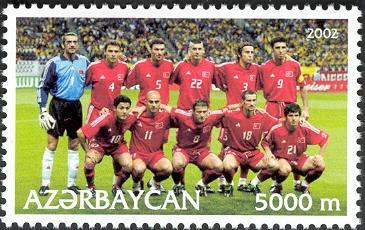
2002年日韓W杯を記念してアゼルバイジャンで発行された記念切手

2002 FIFAワールドカップではハカン・シュキュル、リュシュテュ・レチベルらの活躍によりグループリーグを1勝1分1敗で2位通過。決勝トーナメントでは開催国の日本、セネガルに勝ち、ベスト4に進出した。準決勝ではブラジルに敗れたが、3位決定戦で開催国の韓国を破り3位入賞となった。
その直後に始まったUEFA欧州選手権2004予選ではイングランドに勝ち点で「1」及ばずグループ1位通過を逃すと、プレーオフでもラトビアに本大会初出場を献上する結果となった。2006年ドイツW杯のヨーロッパ予選ではスイスとのプレーオフを2試合合計4-4で終えるが、アウェイゴールルールによって初の本大会連続出場はお預けとなった。UEFA欧州選手権2008予選では引分以下ならノルウェーが2位突破となっていた最終戦で、ボスニア・ヘルツェゴビナを相手にホームで1-0で勝利し、予選C組をギリシャに次ぐ2位で終え、2大会ぶり3度目の欧州選手権出場を果たした。2008年の本大会ではグループリーグ初戦のポルトガル戦を0-2で落としたが、第2戦のスイス戦と第3戦のチェコ戦では試合終了間際に逆転する粘りを見せ、2大会ぶりに決勝トーナメントに進んだ。準々決勝のクロアチア戦でも延長終了間際の120分に1-1の同点に追いつき、さらにPK戦の末に3-1で勝利を収めて初の準決勝進出を果たした。
2010 FIFAワールドカップ予選ではスペインとボスニア・ヘルツェゴビナに競り負け、1次予選敗退となった他、2014年大会と2018年大会でも1次予選敗退となった。

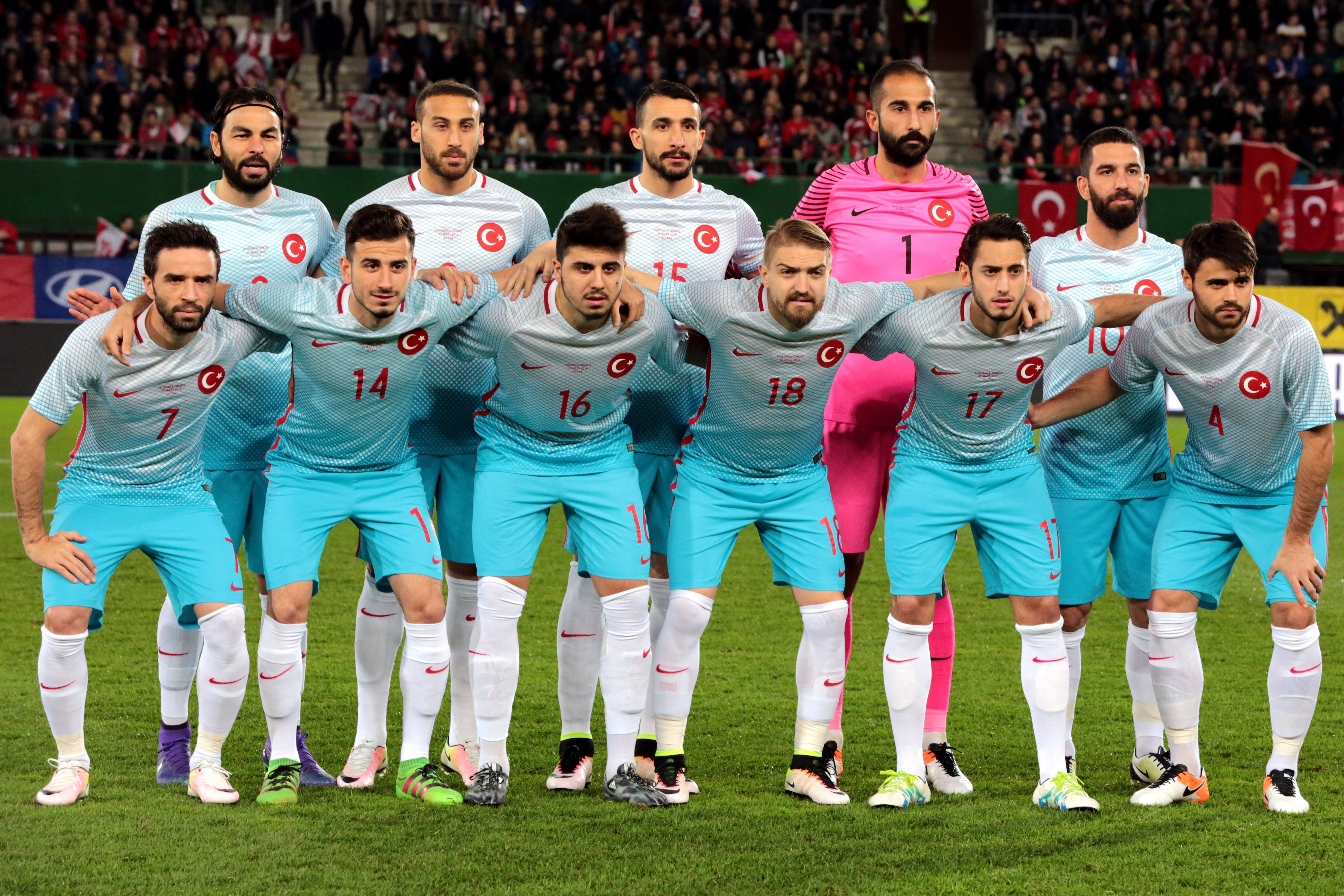
サッカートルコ代表 (2016年)

UEFA EURO 2016では予選ではグループAに入り、最初に2連敗した後は無敗を続け、引き分けならプレーオフに回ることとなっていた最後のホームのアイスランド戦では退場者を出しながら、89分のセルチュク・イナンの直接FKによって1－0で勝利し各グループ3位の中で最高成績を収めて2大会ぶりに予選突破を果たした。本大会ではチェコに勝利したが、グループリーグで敗退した。UEFAネーションズリーグ2018-19では、ロシア、スウェーデンと同じくリーグBのグループ2入ったがアウェーのスウェーデン戦を3-2で競り勝った1勝のみしか挙げられず、1勝3敗の3位でリーグCへ降格となった。

### 2020年代
1年延期されたUEFA EURO 2020に2大会連続で出場するも、グループリーグ3連敗となり最下位で敗退した。2022 FIFAワールドカップ予選ではグループGにおいて開幕から2連勝していたが、アウェーで行われたオランダ戦で敗れ、2位でプレーオフへ回り、プレーオフではパスCに組み入れられた。ヨーロッパ予選2位同士の勝ち点でウェールズと並んでいたが、得失点差によりプレーオフのシードを得る事は出来ず、準決勝でポルトガルに敗れ敗退した。
2023年9月21日、元イタリア代表FWヴィンチェンツォ・モンテッラが監督に就任。UEFA EURO 2024では、ジョージア・チェコ・ポルトガルと同じグループFに入った。ジョージアとチェコに勝利し、ポルトガルに次ぐグループ2位で4大会ぶりの決勝トーナメント進出を果たした。ラウンドオブ16ではオーストリアに勝利したが、準々決勝でオランダに敗れた。

## 成績

### FIFAワールドカップ
| 開催国 / 年 | 成績               | 試       | 勝       | 分       | 負       | 得       | 失       |
| ----------- | ------------------ | -------- | -------- | -------- | -------- | -------- | -------- |
| 1930        | 不参加             | 不参加   | 不参加   | 不参加   | 不参加   | 不参加   | 不参加   |
| 1934        | 棄権               | 棄権     | 棄権     | 棄権     | 棄権     | 棄権     | 棄権     |
| 1938        | 不参加             | 不参加   | 不参加   | 不参加   | 不参加   | 不参加   | 不参加   |
| 1950        | 棄権               | 棄権     | 棄権     | 棄権     | 棄権     | 棄権     | 棄権     |
| 1954        | グループリーグ敗退 | 3        | 1        | 0        | 2        | 10       | 11       |
| 1958        | 棄権               | 棄権     | 棄権     | 棄権     | 棄権     | 棄権     | 棄権     |
| 1962        | 予選敗退           | 予選敗退 | 予選敗退 | 予選敗退 | 予選敗退 | 予選敗退 | 予選敗退 |
| 1966        | 予選敗退           | 予選敗退 | 予選敗退 | 予選敗退 | 予選敗退 | 予選敗退 | 予選敗退 |
| 1970        | 予選敗退           | 予選敗退 | 予選敗退 | 予選敗退 | 予選敗退 | 予選敗退 | 予選敗退 |
| 1974        | 予選敗退           | 予選敗退 | 予選敗退 | 予選敗退 | 予選敗退 | 予選敗退 | 予選敗退 |
| 1978        | 予選敗退           | 予選敗退 | 予選敗退 | 予選敗退 | 予選敗退 | 予選敗退 | 予選敗退 |
| 1982        | 予選敗退           | 予選敗退 | 予選敗退 | 予選敗退 | 予選敗退 | 予選敗退 | 予選敗退 |
| 1986        | 予選敗退           | 予選敗退 | 予選敗退 | 予選敗退 | 予選敗退 | 予選敗退 | 予選敗退 |
| 1990        | 予選敗退           | 予選敗退 | 予選敗退 | 予選敗退 | 予選敗退 | 予選敗退 | 予選敗退 |
| 1994        | 予選敗退           | 予選敗退 | 予選敗退 | 予選敗退 | 予選敗退 | 予選敗退 | 予選敗退 |
| 1998        | 予選敗退           | 予選敗退 | 予選敗退 | 予選敗退 | 予選敗退 | 予選敗退 | 予選敗退 |
| 2002        | 3位                | 7        | 4        | 1        | 2        | 10       | 6        |
| 2006        | 予選敗退           | 予選敗退 | 予選敗退 | 予選敗退 | 予選敗退 | 予選敗退 | 予選敗退 |
| 2010        | 予選敗退           | 予選敗退 | 予選敗退 | 予選敗退 | 予選敗退 | 予選敗退 | 予選敗退 |
| 2014        | 予選敗退           | 予選敗退 | 予選敗退 | 予選敗退 | 予選敗退 | 予選敗退 | 予選敗退 |
| 2018        | 予選敗退           | 予選敗退 | 予選敗退 | 予選敗退 | 予選敗退 | 予選敗退 | 予選敗退 |
| 2022        | 予選敗退           | 予選敗退 | 予選敗退 | 予選敗退 | 予選敗退 | 予選敗退 | 予選敗退 |
| 合計        | 出場2回            | 10       | 5        | 1        | 4        | 20       | 17       |

### UEFA欧州選手権
| 開催国 / 年 | 成績               | 試       | 勝       | 分       | 負       | 得       | 失       |
| ----------- | ------------------ | -------- | -------- | -------- | -------- | -------- | -------- |
| 1960        | 予選敗退           | 予選敗退 | 予選敗退 | 予選敗退 | 予選敗退 | 予選敗退 | 予選敗退 |
| 1964        | 予選敗退           | 予選敗退 | 予選敗退 | 予選敗退 | 予選敗退 | 予選敗退 | 予選敗退 |
| 1968        | 予選敗退           | 予選敗退 | 予選敗退 | 予選敗退 | 予選敗退 | 予選敗退 | 予選敗退 |
| 1972        | 予選敗退           | 予選敗退 | 予選敗退 | 予選敗退 | 予選敗退 | 予選敗退 | 予選敗退 |
| 1976        | 予選敗退           | 予選敗退 | 予選敗退 | 予選敗退 | 予選敗退 | 予選敗退 | 予選敗退 |
| 1980        | 予選敗退           | 予選敗退 | 予選敗退 | 予選敗退 | 予選敗退 | 予選敗退 | 予選敗退 |
| 1984        | 予選敗退           | 予選敗退 | 予選敗退 | 予選敗退 | 予選敗退 | 予選敗退 | 予選敗退 |
| 1988        | 予選敗退           | 予選敗退 | 予選敗退 | 予選敗退 | 予選敗退 | 予選敗退 | 予選敗退 |
| 1992        | 予選敗退           | 予選敗退 | 予選敗退 | 予選敗退 | 予選敗退 | 予選敗退 | 予選敗退 |
| 1996        | グループリーグ敗退 | 3        | 0        | 0        | 3        | 0        | 5        |
| 2000        | ベスト8            | 4        | 1        | 1        | 2        | 3        | 4        |
| 2004        | 予選敗退           | 予選敗退 | 予選敗退 | 予選敗退 | 予選敗退 | 予選敗退 | 予選敗退 |
| 2008        | 3位                | 5        | 2        | 1        | 2        | 8        | 9        |
| 2012        | 予選敗退           | 予選敗退 | 予選敗退 | 予選敗退 | 予選敗退 | 予選敗退 | 予選敗退 |
| 2016        | グループリーグ敗退 | 3        | 1        | 0        | 2        | 2        | 4        |
| 2021        | グループリーグ敗退 | 3        | 0        | 0        | 3        | 1        | 8        |
| 2024        | ベスト8            | 5        | 3        | 0        | 2        | 8        | 8        |
| 合計        | 出場6回            | 23       | 7        | 2        | 14       | 20       | 38       |

### FIFAコンフェデレーションズカップ
| 開催国 / 年 | 成績    | 試 | 勝 | 分 | 負 | 得 | 失 |
| ----------- | ------- | -- | -- | -- | -- | -- | -- |
| 2003        | 3位     | 5  | 2  | 1  | 2  | 8  | 8  |
| 合計        | 出場1回 | 5  | 2  | 1  | 2  | 8  | 8  |

## 歴代監督
- ゼップ・ピオンテック 1990-1993
- ファティ・テリム 1993-1996
- ムスタファ・デニズリ 1996-2000
- シェノル・ギュネシュ 2000-2004
- エルスン・ヤナル 2004-2005
- ファティ・テリム 2005-2009
- オウス・チェティン 2010
- フース・ヒディンク 2010-2011
- アブドラ・アブジュ（トルコ語版） 2011-2013
- ファティ・テリム 2013-2017
- ミルチェア・ルチェスク 2017-2019
- シェノル・ギュネシュ 2019-2021
- シュテファン・クンツ 2021-2023
- ヴィンチェンツォ・モンテッラ 2023-

## 歴代選手

### 主要大会のメンバー
- FIFAワールドカップ
  - 1954 FIFAワールドカップ参加チーム（英語版）
  - 2002 FIFAワールドカップ参加チーム

- UEFA欧州選手権
  - UEFA EURO 1996参加チーム（英語版）
  - UEFA EURO 2000参加チーム
  - UEFA EURO 2008参加チーム
  - UEFA EURO 2016参加チーム
  - UEFA EURO 2020参加チーム

### 主な代表選手
GK
| - トゥルガイ・シェレン 1950-1966 - シェノル・ギュネシュ 1975-1987 - リュシュテュ・レチベル 1994-2012 | - ヴォルカン・デミレル 2004-2014 - ヴォルカン・ババジャン 2014-2018 |

DF
| - ファティ・テリム 1974-1985 - アルパイ・オザラン 1995-2005 - オギュン・テミズカノール 1990-2002 - ビュレント・コルクマズ 1990-2005 - ウミト・ダヴァラ 1996-2004 - ファティフ・アキイェル 1997-2004 - セルヴェト・チェティン 2003-2011 | - ジャネル・エルキン 2005-2021 - サブリ・サリオール 2006-2011 - ハカン・バルタ 2006-2016 - ギョクハン・ギョニュル 2007-2019 - チャーラル・ソユンジュ 2016- - メリフ・デミラル 2018- |

MF
| - オウズ・チェティン 1988-1998 - トゥガイ・ケリモール 1990-2007 - オカン・ブルク 1992-2010 - ユルドゥライ・バシュテュルク 1998-2008 - エムレ・ベロゾール 2000- - ハミト・アルトゥントップ 2004-2014 - メフメト・アウレリオ 2006-2011 | - ヌリ・シャヒン 2005-2017 - アルダ・トゥラン 2006-2017 - セルチュク・イナン 2007-2017 - メフメト・トパル 2008-2018 - ハカン・チャルハノール 2013- - ジェンギズ・ウンデル 2016- |

FW
| - レフテル・クチュカンドニャディス 1948-1963 - メティン・オクタイ 1955-1968 - ハカン・シュキュル 1992-2007 - アリフ・エルデム 1994-2003 - ハサン・シャシュ 1998-2006 | - ニハト・カフヴェジ 2000-2010 - イルハン・マンスズ 2001-2003 - トゥンジャイ・シャンル 2002-2010 - ブラク・ユルマズ 2006-2022 - セミフ・シェンテュルク 2007-2011 |

## 歴代記録

### 出場数ランキング
2023年9月12日時点
| 順位 | 名前                     | 出場 | 得点 | 期間      |
| ---- | ------------------------ | ---- | ---- | --------- |
| 1    | リュシュテュ・レチベル   | 120  | 0    | 1993-2012 |
| 2    | ハカン・シュキュル       | 112  | 51   | 1992-2008 |
| 3    | ビュレント・コルクマズ   | 102  | 2    | 1990-2005 |
| 4    | エムレ・ベロゾール       | 101  | 9    | 2000-2019 |
| 5    | アルダ・トゥラン         | 100  | 17   | 2006-2017 |
| 6    | トゥガイ・ケリモール     | 94   | 2    | 1990-2007 |
| 7    | アルパイ・オザラン       | 90   | 4    | 1995-2005 |
| 8    | ハミト・アルトゥントップ | 82   | 7    | 2004-2014 |
| 9    | メフメト・トパル         | 81   | 2    | 2008-2018 |
| 10   | ハカン・チャルハノール   | 80   | 17   | 2013-     |
| 10   | トゥンジャイ・シャンル   | 80   | 22   | 2002-2010 |

### 得点数ランキング
2023年9月12日時点
| 順位 | 名前                             | 得点 | 出場 | 期間      |
| ---- | -------------------------------- | ---- | ---- | --------- |
| 1    | ハカン・シュキュル               | 51   | 112  | 1992-2008 |
| 2    | ブラク・ユルマズ                 | 31   | 77   | 2006-2022 |
| 3    | トゥンジャイ・シャンル           | 22   | 80   | 2002-2010 |
| 4    | レフテル・クチュカンドニャディス | 21   | 46   | 1948-1963 |
| 5    | メティン・オクタイ               | 19   | 36   | 1956-1965 |
| 5    | ジェミル・トゥラン               | 19   | 44   | 1969-1979 |
| 5    | ニハト・カフヴェジ               | 19   | 68   | 2000-2010 |
| 8    | ジェンク・トスン                 | 18   | 49   | 2013-     |
| 9    | ハカン・チャルハノール           | 17   | 80   | 2013-     |
| 9    | アルダ・トゥラン                 | 17   | 100  | 2006-2017 |